# 吉野信次
吉野 信次（よしの しんじ、1888年〈明治21年〉9月17日 - 1971年〈昭和46年〉5月9日）は、日本の商工官僚、政治家。
商工大臣、運輸大臣、貴族院議員、参議院議員を歴任。大正デモクラシーを主導した政治学者吉野作造の弟。

## 生涯
宮城県志田郡大柿村（現大崎市）に綿屋を営む吉野年蔵、こう夫妻の三男として生まれた。吉野作造は長兄である。
旧制古川中学校(現・宮城県古川高等学校)、一高を経て、1913年（大正2年）東京帝国大学法科大学独法科を首席卒業（銀時計受領）し、農商務省に入省する。農商務大臣秘書官、農商務省が農林省と商工省に分離後は商工省に移り、文書課長、工務局長を経て、1931年（昭和6年）商工次官。その後も特許局長官、東北興業総裁、東北振興電力社長を歴任する。後に商工次官・大臣となった岸信介は腹心の部下であり、重要産業統制法の起案にともに携わった。
革新官僚の出身として、1937年（昭和12年）第1次近衛内閣の商工大臣に就任する。1938年（昭和13年）12月9日、貴族院議員に勅選される。同年満州重工業開発副総裁となる。また翼賛政治会常任総務、1943年（昭和18年）から1945年（昭和20年）まで愛知県知事も務めた。1946年（昭和21年）2月16日、貴族院議員を辞任した。
戦後は、上記の経歴により公職追放となる。追放解除後の1953年（昭和28年）第3回参議院議員通常選挙に参議院宮城地方区から立候補し当選する。1955年（昭和30年）第3次鳩山一郎内閣の運輸大臣として入閣する。1964年（昭和39年）秋の叙勲で勲一等瑞宝章受章（勲二等からの昇叙）。
1956年（昭和31年）から1965年（昭和40年）まで武蔵大学学長も務めた。
1971年5月9日死去、82歳。死没日をもって勲一等旭日大綬章追贈、従三位から正三位に叙される。墓所は多磨霊園。
没後、岸を代表に旧商工省関係者の編で、追想録『吉野信次』（同追悼録刊行会編、1974年）が出された。

## 選挙歴
| 当落                        | 選挙                    | 施行日        | 選挙区       | 政党   | 得票数  | 得票率 | 得票順位 /候補者数 | 比例区 | 比例順位 /候補者数 |
| --------------------------- | ----------------------- | ------------- | ------------ | ------ | ------- | ------ | ------------------ | ------ | ------------------ |
| 当                          | 第3回参議院議員通常選挙 | 1953年4月24日 | 宮城県選挙区 | 自由党 | 194,909 | 38.8   | 1/4                | -      | -                  |
| 当選回数1回 （参議院議員1） |                         |               |              |        |         |        |                    |        |                    |

## 著書
- 『日本工業政策』日本評論社 1935年
- 『日本国民に愬う』生活社 1937年
- 『おもかじとりかじ 裏からみた日本産業の歩み』通商産業研究社、1962年12月20日。NDLJP:3017972。
- 『商工行政の思い出 日本資本主義の歩み』商工政策史刊行会、1962年12月1日。NDLJP:3017994。
- 『さざなみの記』市ケ谷出版社、1965年。